# Jerry Heil
Yana Oleksandrivna Shemaieva (tiếng Ukraina: Я́на Олекса́ндрівна Шема́єва; sinh ngày 21 tháng 10 năm 1995), hay có nghệ danh là Jerry Heil (tiếng Ukraina: Дже́ррі Гейл [ˈdʒɛr⁽ʲ⁾ːi ˈɦɛjl]) là một ca sĩ, nhạc sĩ sáng tác bài hát và YouTuber người Ukraina. Cô bắt đầu sự nghiệp sau khi ra mắt kênh YouTube vào năm 2012, xuất bản vlog và cover nhạc.
Heil bắt đầu sự nghiệp âm nhạc chuyên nghiệp vào năm 2017, cô phát hành đĩa EP đầu tay mang tên De mii dim (dịch Nhà tôi ở đâu?) với Vidlik Records. Sau đó cô phát hành đĩa đơn "Okhrana otmiena" vào năm 2019, nhạc phẩm đã trở thành bài hit lọt top năm ở Ukraina. Album phòng thu đầy tay Ya yana (dịch Tôi là Yana) được phát hành vào tháng 10 năm 2019. Kể từ khi khởi tạo kênh YouTube, Heil đã tích lũy hơn 34,9 triệu lượt xem và 395 ngàn người theo dõi. Cô đã đại diện cho Ukraina dự thi Eurovision Song Contest 2024 cùng Alyona Alyona với bài hát "Teresa & Maria".

## Thân thế
Yana Shemaieva sinh ra tại Vasylkiv, thành phố nằm ở ngoại ô thủ đô Kyiv của Ukraina. Gia đình cô giàu có vì cha mẹ làm buôn bán tư nhân. Heil theo học các trường nhạc tại Kyiv, cô đăng ký vào Nhạc viện R. Glier Kyiv và Học viện âm nhạc Quốc gia Kyiv.

## Sự nghiệp

### Đầu sự nghiệp
Heil bắt đầu sử dụng nghệ danh năm 15 tuổi. Sau khi đăng ký vào dịch vụ mạng xã hội VKontakte, cô sử dụng cái tên Jerry Mouse - liên hệ tới nhân vật hoạt hình cùng tên. Sau đó cô đổi từ Mouse thành Heil, cho biết cô đã truy cập vào trang web liệt kê các họ của Mỹ và lựa chọn cái tên mà cô thích nhất. Cô miêu tả câu chuyện đằng sau nghệ danh của mình là "ngớ ngẩn".
Năm 2012, Heil ra mắt kênh YouTube cá nhân, cô đăng lên kênh của mình các vlog và bài hát cover nổi tiếng của các nhạc sĩ Ukraina và quốc tế, ví dụ như Twenty One Pilots, Okean Elzy, The Hardkiss và Kodaline. Giọng ca của Okean Elzy, Sviatoslav Vakarchuk thường đăng lại bản cover các bài hát của ban nhạc mà Heil thể hiện và dành lời khen cho những phiên bản đó.

### 2017–2018: Đột phá trong sự nghiệp vàDe mii dim
Năm 2017, Heil ký hợp đồng thu âm với hãng thu âm Vidlik Records của Ukraina (hãng này nổi danh nhờ hợp tác với nhóm nhạc người Ukraina Onuka). Cô được giới thiệu với hãng và các nhà sáng lập hãng gồm Yevhen Filatov và Nata Zhyzhchenko – thủ lĩnh của nhóm Onuka – sau khi Heil bắt đầu tìm kiếm nhà sản xuất hỗ trợ làm bài hát "De mii dim" (dịch Nhà tôi ở đâu) của cô. Kế đến Heil bắt đầu gắn bó mật thiết với hãng và thu đĩa EP đầu tay De mii dim cùng họ, đĩa nhạc được phát hành vào tháng 10 năm 2017.
Năm 2018, Heil đăng ký sơ tuyển dự mùa chín của X-Factor Ukraina. Cô vượt qua từ vòng sơ tuyển đầu tiên trước mặt ban giám khảo cho đến giai đoạn bootcamp của cuộc thi, và đến vòng này cô đã bị loại. Sau khi bị loại khỏi cuộc thi, Heil trở lại với âm nhạc và phát hành các đĩa đơn "Kava" và "Postil"; cô cũng thực hiện video âm nhạc (MV) đầu tay cho bài "Postil".

### 2019–nay: "Okhrana, otmiena",Ya, Yanavà Eurovision

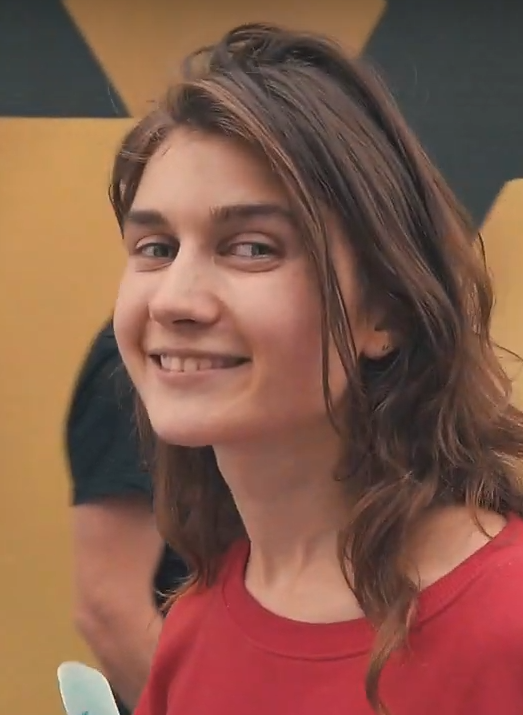
Heil vào năm 2019

Tháng 3 năm 2019, Heil xuất bản một đoạn đĩa đơn sắp ra mắt "Okhrana, otmiena" trên Instagram, cô thu đĩa đơn với nhà sản xuất người Ukraina Morphom. Ca khúc nhanh chóng gây chú ý khi các ca sĩ Ukraina như NK và Vera Brezhneva khen ngợi và góp phần làm phổ biến trích đoạn của bài hát. Sau đó Heil phát hành phiên bản đầy đủ của bài hát qua YouTube vào tháng tiếp theo, video âm nhạc (MV) của bài nhận được hơn 14,8 triệu lượt xem; "Okhrana, otmiena" cũng trở thành bài hit lọt top 5 ở Ukraina. Sau thành công của ca khúc, Heil bắt đầu theo đuổi nghiệp sáng tác bài hát, cô sáng tác ca khúc cho các nhạc sĩ gồm Brezhneva và Cloudless (một ban nhạc trú ở Kyiv) với nhạc sĩ sáng tác kiêm nhà sản xuất người Ukraina Konstantin Meladze.
Tháng 9 năm 2019, Heil phát hành album phòng thu đầu tay Ya, Yana lên YouTube. Album gồm tám bài hát, được phát hành trên thị trường thương mại vào tháng kế tiếp. Tháng 1 năm 2020, Heil được thông báo tham gia dự thi ở Vidbir 2020 - vòng tuyển chọn cuối cùng của Ukraina để chọn thí sinh dự thi Eurovision Song Contest 2020 ở Rotterdam. Bài hát "Vegan" của cô lọt vào trận chung kết và kết thúc ở vị trí thứ sáu chung cuộc.
Heil một lần nữa tham dự sân khấu Vidbir vào tháng 9 năm 2022 với bài hát "When God Shut the Door", dự thi đại diện cho Ukraina ở Eurovision Song Contest 2023. Cô kết thúc ở vị trí thứ ba.

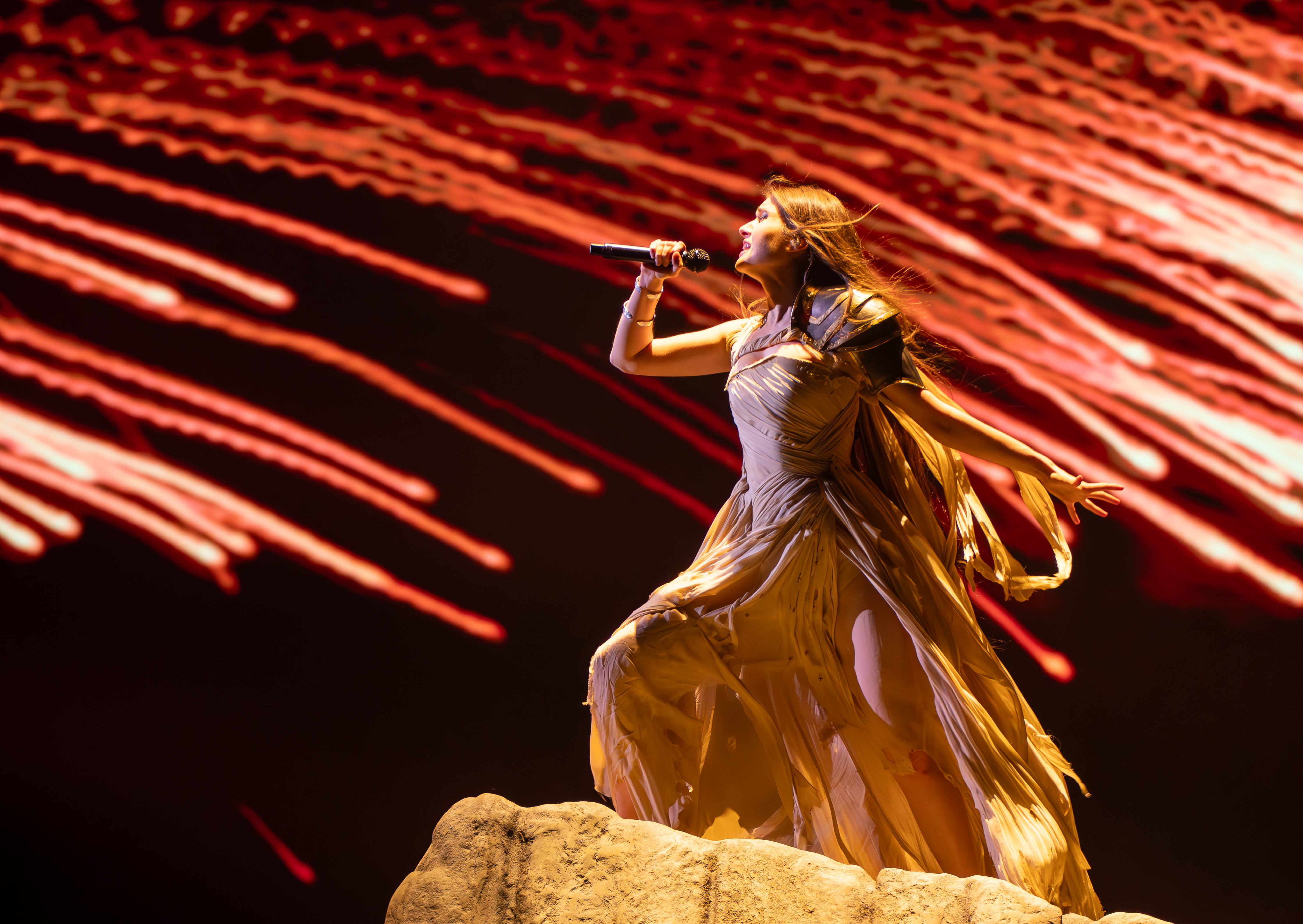
Heil biểu diễn tại Eurovision Song Contest 2024 cùng Alyona Alyona

Cô và Alyona Alyona được lựa chọn là các thí sinh dự vòng chung kết của Ukraina với bài hát "Teresa & Maria". Rồi họ giành chiến thắng trận chung kết vào ngày 4 tháng 2 năm 2024, qua đó giành quyền đại diện Ukraina dự thi ở Eurovision Song Contest 2024. Họ lọt vào trận bán kết đầu tiên vào ngày 7 tháng 5 và xếp thứ ba trong trận chung kết vào ngày 11 tháng 5 năm với 453 điểm.

## Đời tư
Heil nói trôi chảy tiếng Ukraina, tiếng Nga và tiếng Anh. Hầu hết các bài hát của cô được thu âm bằng tiếng Ukraina. Cô là tín đồ của Kitô giáo và người ăn thuần chay.

### Vi phạm bản quyền
Tháng 8 năm 2018, công ty xuất bản Komp Music Publishing– đơn vị nắm giấy phép của Universal Music Group ở Ukraina – dọa sẽ đâm đơn kiện Heil vì sử dụng trái phép bài hát "Believer" của Imagine Dragons ở một video của cô. Kế đến công ty quả quyết rằng mọi bài hát của Universal Music Group có trong kênh của Heil phải bị xóa và yêu cầu bồi thường hàng nghìn hryvnia Ukraina vì vi phạm luật bản quyền. Công ty khởi kiện hai vụ đối với Heil, làm cho kênh của Heil bị xóa khỏi YouTube.
AIR Music (một đối tác của Heil) đã thụ lý vụ việc. Trong buổi gặp giữa các đại diện từ hai bên công ty, họ thương lượng thỏa thuận để mức phạt tiền Heil được giảm xuống đáng kể, và đạt được thỏa thuận về số hành vi vi phạm bản quyền mà Heil mắc phải. Sau đó Komp Music Publishing rút đơn kiện, và kênh của Heil được khôi phục.

## Danh sách đĩa nhạc

### Album phòng thu
| Tựa đề           | Chi tiết                                                                                            |
| ---------------- | --------------------------------------------------------------------------------------------------- |
| Ya yana          | - Ngày phát hành: 4 tháng 10 năm 2019 - Hãng thu âm: Best Music - Định dạng: Tải nhạc số, streaming |
| Mvàaryny i oleni | - Ngày phát hành: 17 December 2021 - Hãng thu âm: Best Music - Định dạng: Tải nhạc số, streaming    |

### Đĩa mở rộng
| Tựa đề                      | Chi tiết                                                                                                 |
| --------------------------- | --- |
| De mii dim                  | - Ngày phát hành: 27 tháng 10 năm 2017 - Hãng thu âm: Vidlik Records - Định dạng: Tải nhạc số, streaming |
| Osobyste                    | - Ngày phát hành: 9 tháng 4 năm 2021 - Hãng thu âm: Vidlik Records - Định dạng: Tải nhạc số, streaming   |
| Dai Boh (với Alyona Alyona) | - Ngày phát hành: 26 tháng 8 năm 2022 - Hãng thu âm: Columbia / ENKO - Định dạng: Tải nhạc số, streaming |

### Đĩa đơn

#### Nghệ sĩ chính
| Tựa đề                                                                             | Năm  | Vị trí xếp hạng cao nhất | Vị trí xếp hạng cao nhất | Vị trí xếp hạng cao nhất | Vị trí xếp hạng cao nhất | Vị trí xếp hạng cao nhất | Vị trí xếp hạng cao nhất | Vị trí xếp hạng cao nhất | Vị trí xếp hạng cao nhất | Album hoặc EP                 |
| Tựa đề                                                                             | Năm  | UKR                      | PL                       | IRE                      | LTU                      | NLD                      | TĐ                       | LHA                      | HK (độc quyền)           | Album hoặc EP                 |
| ---------------------------------------------------------------------------------- | ---- | ------------------------ | ------------------------ | ------------------------ | ------------------------ | ------------------------ | ------------------------ | ------------------------ | ------------------------ | ----------------------------- |
| "Okhrana otmiena"                                                                  | 2019 | —                        | —                        | —                        | —                        | —                        | —                        | —                        | —                        | Ya yana                       |
| "Vilna kasa"                                                                       | 2019 | 69                       | —                        | —                        | —                        | —                        | —                        | —                        | —                        | Ya yana                       |
| "Vichnist'"                                                                        | 2019 | —                        | —                        | —                        | —                        | —                        | —                        | —                        | —                        | Đĩa đơn không nằm trong album |
| "Vegan"                                                                            | 2020 | 186                      | —                        | —                        | —                        | —                        | —                        | —                        | —                        | Đĩa đơn không nằm trong album |
| "Nebeibi"                                                                          | 2020 | —                        | —                        | —                        | —                        | —                        | —                        | —                        | —                        | Đĩa đơn không nằm trong album |
| "Provinciia"                                                                       | 2020 | —                        | —                        | —                        | —                        | —                        | —                        | —                        | —                        | Đĩa đơn không nằm trong album |
| "Bloher"                                                                           | 2020 | —                        | —                        | —                        | —                        | —                        | —                        | —                        | —                        | Đĩa đơn không nằm trong album |
| "Bomba raketa pushka hranata"                                                      | 2020 | 14                       | —                        | —                        | —                        | —                        | —                        | —                        | —                        | Đĩa đơn không nằm trong album |
| "Aryfmetyka kokhannia"                                                             | 2021 | —                        | —                        | —                        | —                        | —                        | —                        | —                        | —                        | Đĩa đơn không nằm trong album |
| "Lullaby (Kolyskova)"                                                              | 2021 | —                        | —                        | —                        | —                        | —                        | —                        | —                        | —                        | Osobyste                      |
| "Plaksa" (với Anna Trincher)                                                       | 2021 | 103                      | —                        | —                        | —                        | —                        | —                        | —                        | —                        | Đĩa đơn không nằm trong album |
| "Tuk Tuk Tuk"                                                                      | 2021 | —                        | —                        | —                        | —                        | —                        | —                        | —                        | —                        | Đĩa đơn không nằm trong album |
| "ZDN"                                                                              | 2021 | —                        | —                        | —                        | —                        | —                        | —                        | —                        | —                        | Đĩa đơn không nằm trong album |
| "Eksa v hivevei" (với Anna Trincher)                                               | 2021 | 54                       | —                        | —                        | —                        | —                        | —                        | —                        | —                        | Đĩa đơn không nằm trong album |
| "Oleni" (với Tik)                                                                  | 2021 | 167                      | —                        | —                        | —                        | —                        | —                        | —                        | —                        | Mvàaryny i oleni              |
| "Poshta"                                                                           | 2022 | 178                      | —                        | —                        | —                        | —                        | —                        | —                        | —                        | Đĩa đơn không nằm trong album |
| "Moskal nekrasivyi" (hợp tác với Verka Serduchka)                                  | 2022 | 15                       | —                        | —                        | —                        | —                        | —                        | —                        | —                        | Đĩa đơn không nằm trong album |
| "Razom do peremohy" (với Olya Polyakova và Dorofeeva, hợp tác với nhiều nghệ sĩ)   | 2022 | —                        | —                        | —                        | —                        | —                        | —                        | —                        | —                        | Đĩa đơn không nằm trong album |
| "V pustii kimnati" (với Yaktak)                                                    | 2022 | 63                       | —                        | —                        | —                        | —                        | —                        | —                        | —                        | Đĩa đơn không nằm trong album |
| "Mriia"                                                                            | 2022 | 84                       | —                        | —                        | —                        | —                        | —                        | —                        | —                        | Đĩa đơn không nằm trong album |
| "Kokhaitesia chornobryvi"                                                          | 2022 | —                        | —                        | —                        | —                        | —                        | —                        | —                        | —                        | Đĩa đơn không nằm trong album |
| "Dushevna pa-damashniemu" (với Emdivity và Lesia Nikitiuk)                         | 2022 | —                        | —                        | —                        | —                        | —                        | —                        | —                        | —                        | Đĩa đơn không nằm trong album |
| "Viter viie" (với Alyona Alyona và Gedz)                                           | 2022 | —                        | —                        | —                        | —                        | —                        | —                        | —                        | —                        | Dai Boh                       |
| "Dai Boh" (với Alyona Alyona và Monika Liu)                                        | 2022 | 190                      | —                        | —                        | —                        | —                        | —                        | —                        | —                        | Dai Boh                       |
| "Zozulia" (với Alyona Alyona và Ginger Mane)                                       | 2022 | —                        | —                        | —                        | —                        | —                        | —                        | —                        | —                        | Dai Boh                       |
| "Nesestry" (với Mama)                                                              | 2022 | —                        | —                        | —                        | —                        | —                        | —                        | —                        | —                        | Đĩa đơn không nằm trong album |
| "Tato"                                                                             | 2022 | —                        | —                        | —                        | —                        | —                        | —                        | —                        | —                        | Đĩa đơn không nằm trong album |
| "Kozatskomu rodu"                                                                  | 2022 | 88                       | —                        | —                        | —                        | —                        | —                        | —                        | —                        | Đĩa đơn không nằm trong album |
| "Posmakuj" (với Alyona Alyona và Trill Pem)                                        | 2022 | —                        | —                        | —                        | —                        | —                        | —                        | —                        | —                        | Đĩa đơn không nằm trong album |
| "When God Shut the Door"                                                           | 2022 | —                        | —                        | —                        | —                        | —                        | —                        | —                        | —                        | Đĩa đơn không nằm trong album |
| "Ekzamen" (với Alyona Alyona)                                                      | 2022 | —                        | —                        | —                        | —                        | —                        | —                        | —                        | —                        | Đĩa đơn không nằm trong album |
| "Bronia" (với Ochman)                                                              | 2023 | —                        | —                        | —                        | —                        | —                        | —                        | —                        | —                        | Testament                     |
| "Na nebi ni zori"                                                                  | 2023 | —                        | —                        | —                        | —                        | —                        | —                        | —                        | —                        | Đĩa đơn không nằm trong album |
| "Stiny" (với Kalush)                                                               | 2023 | —                        | —                        | —                        | —                        | —                        | —                        | —                        | —                        | Đĩa đơn không nằm trong album |
| "Blahoslovenna zemlja"                                                             | 2023 | —                        | —                        | —                        | —                        | —                        | —                        | —                        | —                        | Đĩa đơn không nằm trong album |
| "Try polosy"                                                                       | 2023 | 54                       | —                        | —                        | —                        | —                        | —                        | —                        | —                        | Đĩa đơn không nằm trong album |
| "Shchedra nich" (với Alyona Alyona và Kola)                                        | 2023 | 91                       | —                        | —                        | —                        | —                        | —                        | —                        | —                        | Đĩa đơn không nằm trong album |
| "Malanka"                                                                          | 2023 | —                        | —                        | —                        | —                        | —                        | —                        | —                        | —                        | Đĩa đơn không nằm trong album |
| "Teresa & Maria" (với Alyona Alyona)                                               | 2024 | 1                        | 14                       | 55                       | 2                        | 68                       | 30                       | 100                      | 130                      | Đĩa đơn không nằm trong album |
| "Podolyanochka (Get Up)" (với Alyona Alyona)                                       | 2024 | —                        | —                        | —                        | —                        | —                        | —                        | —                        | —                        | Đĩa đơn không nằm trong album |
| "—" chỉ bản nhạc không được xếp hạng hoặc không được phát hành ở vùng lãnh thổ đó. |      |                          |                          |                          |                          |                          |                          |                          |                          |                               |

#### Nghệ sĩ khách mời
| Tựa đề                                                  | Năm  | Vị trĩ xếp hạng cao nhất | Album hoặc EP                 |
| Tựa đề                                                  | Năm  | UKR                      | Album hoặc EP                 |
| ------------------------------------------------------- | ---- | ------------------------ | ----------------------------- |
| "Khvyli" (Kalush hợp tác với Jerry Heil)                | 2021 | 80                       | Đĩa đơn không nằm trong album |
| "Ridni moi" (Alyona Alyona hợp tác với Jerry Heil)      | 2022 | 7                        | Đĩa đơn không nằm trong album |
| "Chomu?" (Alyona Alyona hợp tác với Jerry Heil)         | 2022 | 54                       | Đĩa đơn không nằm trong album |
| "Kupala" (Alyona Alyona hợp tác với Jerry Heil và ela.) | 2022 | 14                       | Dai Boh                       |

## Danh sách phim
| Năm  | Tựa đề            | Vai diễn      | Ghi chú            |
| ---- | ----------------- | ------------- | ------------------ |
| 2002 | ChalkZone         | Rudy Tabootie | Lồng tiếng Ukraina |
| 2019 | The Addams Family | Bethany       | Lồng tiếng Ukraina |

## Đề cử và giải thưởng
| Năm  | Giải thưởng               | Hạng mục                            | Tác phẩm đề cử     | Kết quả   | C.thích       |
| ---- | ------------------------- | ----------------------------------- | ------------------ | --------- | ------------- |
| 2019 | Giải thưởng âm nhạc Jager | Đĩa đơn của năm                     | "Okhrana, otmiena" | Đoạt giải | [ 37 ]        |
| 2019 | Choice Viva!              | Оpening Viva!                       |                    | Đoạt giải | [ 38 ]        |
| 2020 | YUNA                      | Bài hát xuất sắc nhất               | "Okhrana, otmiena" | Đoạt giải | [ 39 ]        |
| 2020 | YUNA                      | Nghệ sĩ trình diễn nữ xuất sắc nhất |                    | Đề cử     | [ 39 ]        |
| 2020 | YUNA                      | Phát hiện của năm                   |                    | Đề cử     | [ 39 ]        |
| 2021 | YUNA                      | Nghệ sĩ trình diễn xuất sắc nhất    |                    | Đề cử     | [ 40 ]        |
| 2023 | Giải MME                  | Giải lựa chọn của khán giả          |                    | Đoạt giải | [ 41 ] [ 42 ] |